# Radu-Mihail Ionescu
Radu-Mihail Ionescu (n. 22 decembrie 1972, București, România) este un avocat și deputat român, ales în legislatura 2024-2028 pe listele partidului POT, din februarie 2025 fiind deputat neafiliat.